# Glifos Kaidā
Glifos Kaidā (Kaidā ji (カイダー字)) são um conjunto de pictogramas antigamente usados nas Ilhas Yaeyama do sudoeste Japão. A palavra  kaidā  foi tirada da língua Yonaguni, e a maioria dos estudos sobre os pictogramas se concentrou na ilha Yonaguni. No entanto, há evidências de seu uso nas outras ilhas de Yaeyama, principalmente na Ilha de Taketomi. Eles eram usados principalmente para notificações de impostos, portanto estavam intimamente associados com a Capitação imposta a Yaeyama pelo Reino de Ryukyu na Ilha de Okinawa, que por sua vez era dominado pelo Domínio de Satsuma no Sul de Kyushu.

Exemplos de Kaidā logogramas (tradição para o inglês)
(Sasamori, 1893)

## Etimologia
Sudō (1944) levantou a hipótese de que a etimologia de kaidā era  kariya  (仮 屋), que significava "repartição do governo" no Domínio de Satsuma. Este termo foi emprestado por Ryūkyū em Okinawa e também pelos burocratas de Yaeyama ( karja:  em Modern Ishigaki). O som padrão japonês / j / corresponde regularmente a / d / em  Yonaguni, e / r / geralmente é descartado quando cercado por vogais. Essa teoria está em linha com a importância primária para os glifos Kaidā de tributação.
They are currently used on Yonaguni and Taketomi for folk art, T-shirts, and other products, more for their artistic value than as a record-keeping system.

## História
Imediatamente após a conquista de Ryūkyū, Satsuma fez uma pesquisa local e em Okinawa em 1609 e em Yaeyama em 1611. Ao fazê-lo, Satsuma decidiu qual quantia de tributo seria paga anualmente por Ryūkyū. Depois disso, Ryūkyū impôs um imposto de Capitação sobre Yaeyama em 1640. Uma cota fixa foi alocada para cada ilha e depois dividida em cada comunidade. Finalmente, foram estabelecidas cotas para os ilhéus individuais, ajustadas apenas por idade e sexo. Líderes comunitários foram notificados de cotas no escritório do governo em Ishigaki. Verificaram o cálculo usando warazan  ( barazan  em Yaeyama), um método baseado em calcular com palha e registrar numerais que eram rsemelhantes aos quipos do Império Inca. Depois disso, a cota para cada casa foi escrita em uma placa de madeira chamada nihongo (itafuda ou hansatsu,  板 札. Ali os glifos Kaidā foram usados. Embora os escritos em estilo japonês “sōrō” tivessem o status como idioma administrativo, as ilhas remotas tinham que confiar em pictogramas para notificar os camponeses analfabetos. De acordo com um documento do século XIX citado pelo "Yaeyama rekishi" (1954), um oficial chamado Sehama Seiki projetou "ideogramas perfeitos" para "itafuda" no início desse século, embora se sugira a existência disso mais cedo como "ideogramas "imperfeitos". Sudō (1944) registrou uma história oral em Yonaguni de 9 gerações anterior, na qual um ancestral da linhagem Kedagusuku chamado Mase ensinou os glifos Kaidā e "warazan" ao público. Sudō datou o evento para a segunda metade do século XVII.
De acordo com Ikema (1959), os glifos Kaidā e "warazan" eram evidentemente precisos o suficiente para fazer correções nos anúncios oficiais. A capitação foi finalmente abolida em 1903. Eles foram usados até que a introdução do sistema nacional de educação primária reduziu rapidamente a taxa de analfabetismo durante a era Meiji.. São usados atualmente em Yonaguni e Taketomi para arte popular, camisetas e outros produtos, mais por seu valor artístico do que como um sistema de de registros.

## Repertório
Os glifos Kaidā consistem em
- bens básicos como arroz, painço, feijão, touro, ovelha, cabra, peixe e têxteis, e
- numerais, ou unidades básicas, como um saco de arroz (俵), um saco de milho, uma concha de arroz (斗), uma caixa de arroz (升), meio saco de arroz e
- símbolos familiares chamados  dhan .

Quanto aos numerais, sistemas similares chamados de  sūchūma  podem ser encontrados em Okinawa e Miyako-jima e parecem ter suas raízes nos numerais de Suzhou.

## Pesquisa histórica

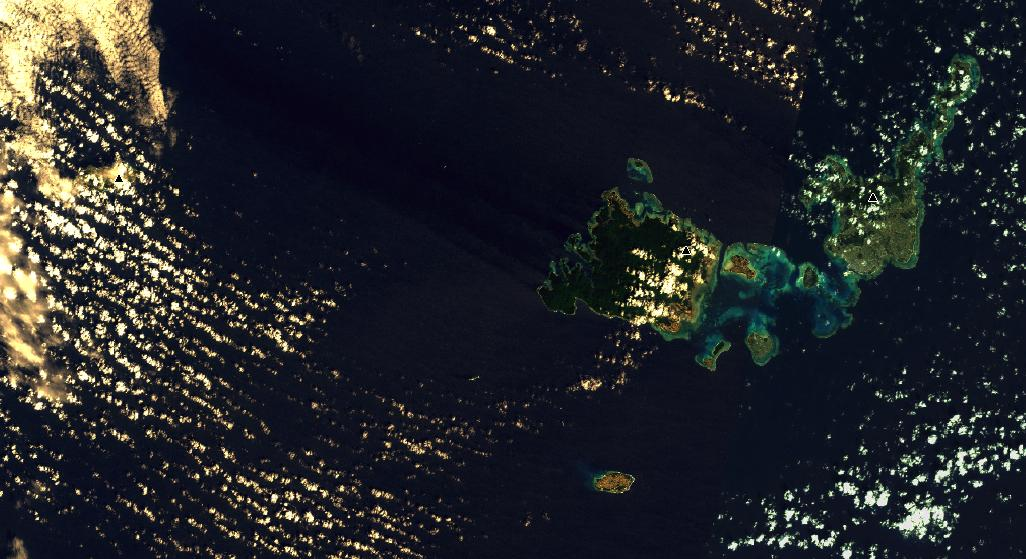
Ilhas Yayama, na região de Okinawa

O primeiro autor não-Yaeyama a comentar sobre os glifos kaidā foi Gisuke Sasamori, que deixou cópias de muitos textos curtos em kaidā no seu "Nantō Tanken" (Explor 探 検, "Exploração nas Ilhas do Sul"), um registro de sua visita de 1893 à Prefeitura de Okinawa] que também menciona o trabalho duro imposto aos ilhéus pelo regime. Yasusada Tashiro coletou vários registros de sistemas numerais encontrados em Okinawa e Miyako e os doou ao Museu Nacional de Tóquio em 1887. Um artigo sobre  sūchūma  escrito pelo especialista sobre o japão Basil Hall Chamberlain (1898) parece ter sido baseado na coleção de Tashiro.
Em 1915 o professor de matemática Kiichi Yamuro (矢 袋 喜 一) incluiu muitos outros exemplos desses glifos kaidā, 'barazan' cordas de contagem e números locais (junto com uma reprodução dos registros de Sasamori) em seu livro sobre a Matemática Ryukyuan ( 琉球 古来 の 数学). Embora Yamuro não tenha visitado Yonaguni, seus registros sugerem que tais glifos ainda estavam em uso diário na década de 1880. O antropólogo Tadao Kawamura, que fez estudo antropológico das ilhas na década de 1930, observou que "eles estavam em uso até recentemente" e mostrou como os glifos eram usados no envio de pacotes. Sudo (1944) mostrou como as transações comerciais eram registradas em folhas usando glifos kaidā e também propôs uma etimologia para kaidā.